# Chiesa di Santa Maria (Bellinzona)
La chiesa di Santa Maria è un edificio religioso che si trova a Progero, frazione di Bellinzona, in Canton Ticino.

## Storia
Durante l'età del ferro qui si trovava una vasta necropoli; in epoca medievale venne poi eretta una piccola chiesetta, modificata ed ampliata nel XII secolo ed in epoche successive. Il portico antistante la facciata risale al 1958.

## Descrizione
La chiesa ha una pianta ad unica navata, con copertura lignea. È conclusa da un'abside a forma di ferro di cavallo, decorata da affreschi del XV - XVI secolo.